# Langer Stall

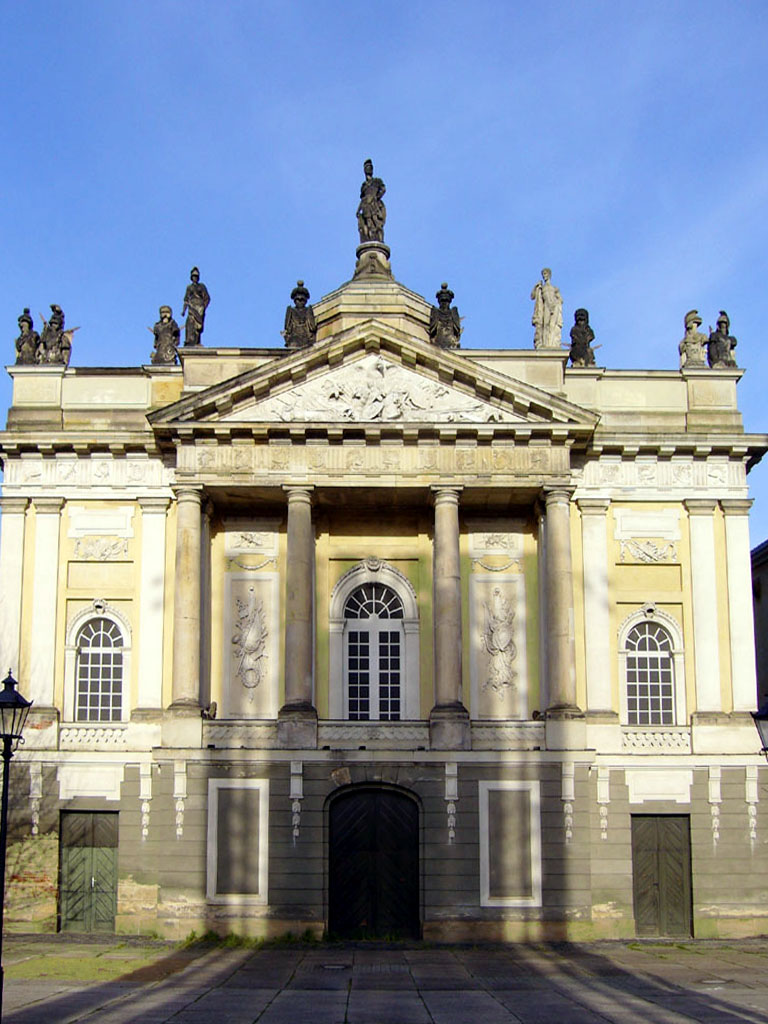
Erhaltene Portalfassade des Langen Stalls 2007

Der Lange Stall war ein Reit- und Exerzierhaus in Potsdam, das 1734 unter König Friedrich Wilhelm I. in Fachwerkbauweise errichtet wurde. Nach der Zerstörung des Gebäudes im Zweiten Weltkrieg hat sich heute lediglich die nach Plänen Georg Christian Ungers auf Anweisung König Friedrich II. 1781 dem südlichen Giebel vorgeblendete Portalfassade erhalten.

## Lage und Abmessungen
Das 166,50 m lange und 21,50 m breite Fachwerkgebäude mit steilem Satteldach erstreckte sich in Nord-Süd-Richtung zwischen dem Stadtkanal und der Mammonstraße (heute: Werner-Seelenbinder-Straße) nahe der Garnisonkirche. Im Osten grenzte der Lange Stall an das Gelände des königlichen Kutschpferdestalls am Neuen Markt, während sich westlich bis zum Stadtkanal die wegen des sumpfigen Bodens nicht bebaubare Freifläche der Garnisonplantage anschloss.
Den nördlichen Abschluss zum Stadtkanal in der heutigen Yorckstraße bildete im Gegensatz zum Südgiebel ein quer zur Firstrichtung des Stalls vorgebautes zweistöckiges Fachwerkhaus, das in die Blockrandbebauung der Straße eingebunden war.

## Baugeschichte und Beschreibung

### Städtebauliche Einordnung

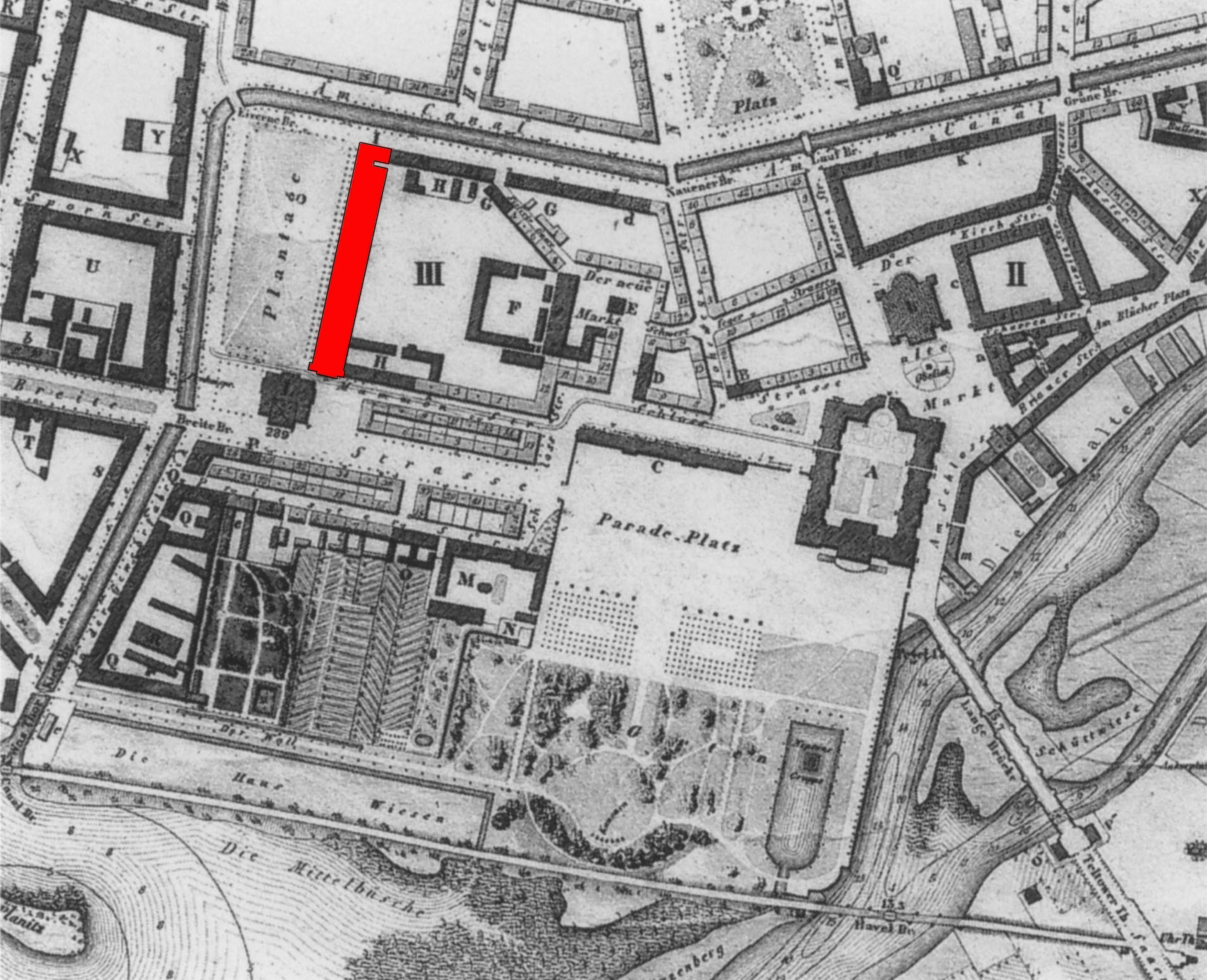
Lage des Langen Stalls im Stadtgebiet, Planausschnitt um 1850

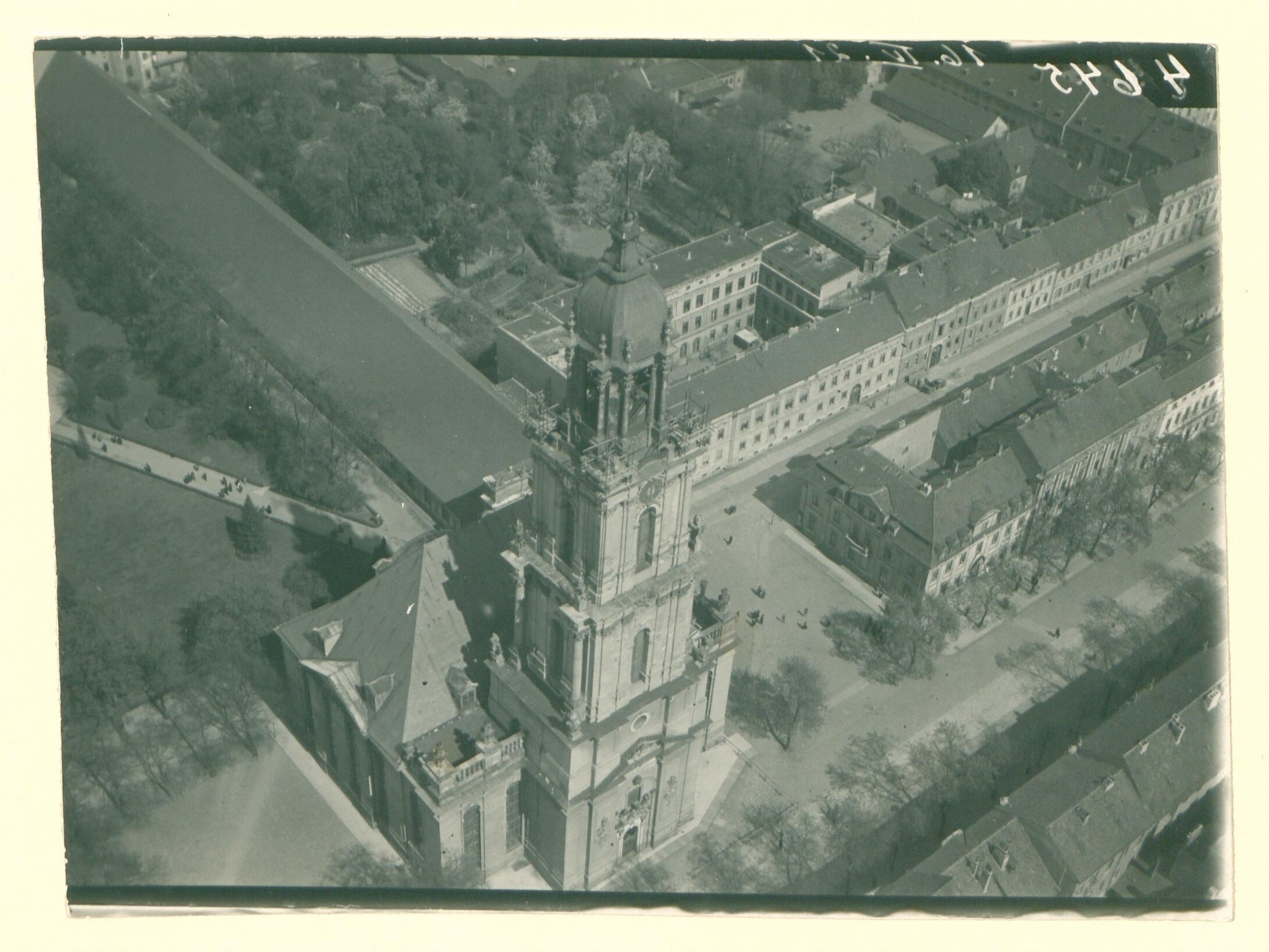
Luftaufnahme der Garnisonkirche, der Lange Stall links im Bild (1919)

Das Grundstück des Langen Stalls gehörte zum Bereich der Kurfürstlichen Freiheit, die im 17. Jahrhundert westlich des Potsdamer Stadtschlosses planmäßig angelegt wurde. Diese unter dem Kurfürsten Friedrich Wilhelm geschaffene Stadterweiterung bestand aus den beiden die Breite Straße nördlich und südlich parallel begleitenden Straßenzügen der Mammon- und Priesterstraße. Im Westen bildete der spätere Stadtkanal die Bebauungsgrenze.
Am westlichen Ende der Kurfürstlichen Freiheit entstand 1720–1722 der Erstbau der Garnisonkirche, während zur gleichen Zeit zu beiden Seiten des Stadtkanals neue Wohnhäuser gebaut wurden. Die nördlich und westlich vom Stadtkanal begrenzte Fläche hinter der Kirche blieb jedoch auf Grund des sumpfigen Bodens im Bereich eines ehemaligen Havelarms unbebaut. Der Platz hatte die Bezeichnung Garnison-Plantage und diente zum Exerzieren, am Ende des 18. Jahrhunderts ist er als Grünfläche gestaltet worden.
Östlich des Langen Stalls schloss sich die rückwärtige Freifläche des Königlichen Kutschpferdestalls an, die im 17. Jahrhundert als Baumschule genutzt wurde. Der Platz vor dem Südgiebel zur Breiten Straße bildete den Rahmen für die städtebauliche Wirkung der Garnisonkirche. Der Lange Stall folgte in seiner Anlage senkrecht zur Breiten Straße und parallel zum Kutschpferdestall am Neuen Markt dem durch die Stadtplanung des 17. Jahrhunderts vorgegebenen Achsensystem.

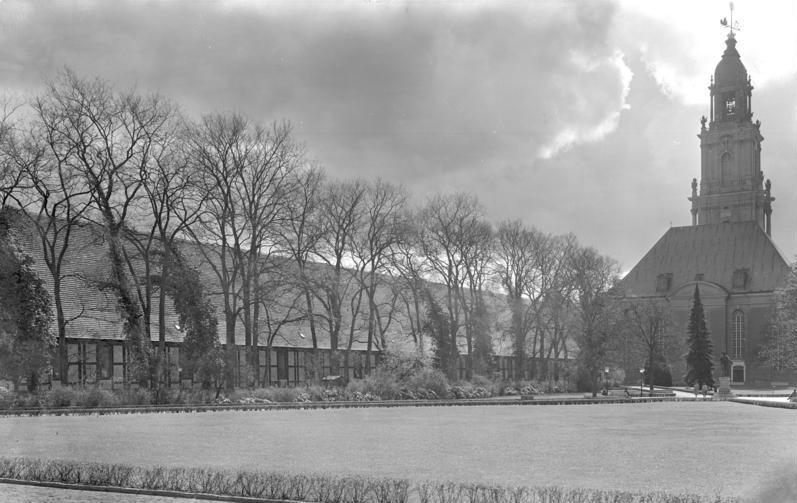
Seitenansicht des Langen Stalls von der Plantage aus, von Nordwesten, im Hintergrund die Garnisonkirche

### Reit- und Exerzierhaus
Der eigentliche Lange Stall entstand 1734 unter der Leitung Pierre de Gayettes als langgestreckter Fachwerkbau mit einer als Hängewerk ausgebildeten stützenfreien Dachkonstruktion. Der so überspannte Raum war innen mit Brettern bekleidet und hatte aufgrund der Absteifungen der Dachbinder entlang der Traufseiten innen abgeschrägte Ecken, in die die regelmäßig angeordneten Fenster der Langseiten stichkappenartig einschnitten.
Die Außenwände waren lediglich durch schlichtes Fachwerk und die kleinteilig verglasten Fenster mit stehendem Format geprägt. Die Ansicht dominierte das hohe ungegliederte Satteldach mit seiner Biberschwanzdeckung.

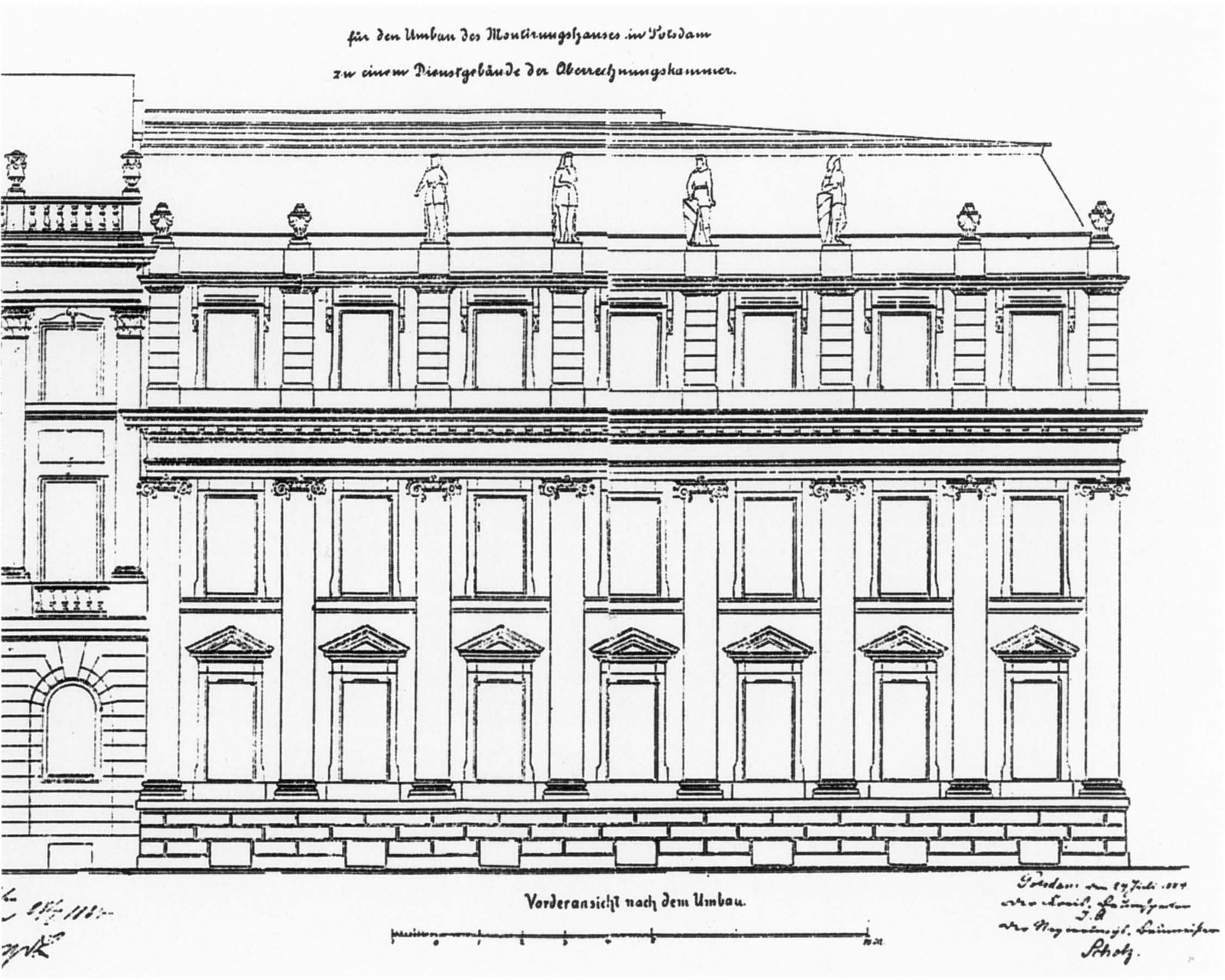
Nordfassade des Montierungshauses, Umbauentwurf von 1884

### Nördlicher Kopfbau
Zeitgleich mit dem Exerzierhaus ist ebenfalls in Fachwerk der zweigeschossige nördliche Kopfbau errichtet worden. Dieses Haus diente bis 1740 als griechisch-orthodoxe Kirche für die im Regiment der Langen Kerls dienenden Russen, von denen Zar Peter I. seit 1718 eine festgelegte Anzahl nach Preußen geschickt hatte. Als Gegenleistung hatte Friedrich Wilhelm I. dem Zaren das Bernsteinzimmer und die reich geschmückte Prunkyacht seines Vaters Friedrich I. geschenkt.
Die sakrale Nutzung des nach außen nicht als Kirche in Erscheinung tretenden Hauses endete 1740. Nach Manger war das Gebäude „von 1750 an ledig und wüste“. Seit dem Beginn der 1760er Jahre wurde es als Spielstätte der Schuchschen und Wäserschen Theatergesellschaften genutzt. Da Friedrich II. die Theateraufführungen 1777 untersagte, „wurde also dieses Haus immer öder und wüster, die Fenster wurden allenfalls mit alten Brettern vernagelt, diese aber auch gelegentlich wieder weggestohlen, so daß es ein sehr schändliches Ansehen bekam“.
Nachdem bereits 1776 das benachbarte Brockes'sche Haus mit einer sehr repräsentativen Fassade neu errichtet worden war, ließ Friedrich II. 1785 den verfallenen Fachwerkbau abbrechen und nach Plänen Georg Christian Ungers ein massives dreigeschossiges Montierungshaus errichten, das „zu Kammern und Sälen für Montirungsstücke der hiesigen Garnison eingerichtet“ wurde. Die Fassaden umfassten sieben Fensterachsen zum Kanal und fünf Achsen zur westlich gelegenen Plantage. Ihre Gliederung erfolgte durch auf dem niedrigen rustizierten Sockel des Kellergeschosses stehende ionische Kolossalpilaster in den unteren beiden Geschossen. Das dritte Stockwerk war in der darüber liegenden hohen Attika untergebracht, wobei hier in der Verlängerung der Pilaster rustizierte Lisenen die Fassade gliederten. Auf der Attika standen über den mittleren vier Vorlagen zum Kanal vier Sandsteinfiguren, während die übrigen Vorlagen zum Kanal und zur Plantage mit Vasen bekrönt waren.
Die Fenster des Erdgeschosses erhielten dreieckförmige Verdachungen, die der darüber befindlichen Stockwerke profilierte Rahmungen. Bis auf die Figuren, Vasen und Pilasterkapitelle bestand der Fassadenschmuck aus Stuckarbeiten.

### Südliche Portalfassade
Zur Zeit seiner Entstehung schloss ein schlichter Giebel den Langen Stall im Süden ab. Da unter Friedrich II. bereits seit 1748 die Häuser der Breiten Straße erneuert worden waren, machte der alte Fachwerkbau „daselbst neben den dabey stehenden neuerbauten Häusern und der Garnisonkirche ein schlechtes Ansehen“. Auf Befehl des Königs erarbeitete Georg Christian Unger daher den Entwurf zu einer Portalfassade, die im Jahr 1781 dem bestehenden Exerzierhaus vorgeblendet werden sollte.
Ein erstes Projekt mit einem ionischen Portikus auf niedrigem Sockel kam nicht zur Ausführung. Den verwirklichten Entwurf der fünfachsigen Fassade kennzeichnen ein hohes, mit Bandrustika als Sockel aufgefasstes Erdgeschoss und ein viersäuliger toskanischer Portikus. Die seitlichen Achsen sind durch toskanische Pilaster gegliedert. Bekrönt wird die Portalfassade durch ein Giebeldreieck mit Reliefschmuck und eine von Figuren bekrönte Attika. Darüber erhebt sich auf einem gestuften oktogonalen Unterbau die etwa drei Meter hohe Figur des Mars. Die Figuren links und rechts über dem Portikus stellen Herkules und Minerva dar, während der übrige Attikaschmuck aus Trophäen besteht. Die Sandsteinstatuen wurden von den Brüdern Johann Christoph und Michael Christoph Wohler sowie von Johann Melchior Kambly geschaffen, die Stuckreliefs stammen von Constantin Philipp Georg Sartori.
Die nach innen versetzte Rückwand des Portikus enthält in der Mittelachse über dem Eingangstor eine große, rundbogig geschlossene Fenstertür sowie Relieffelder mit Waffengehängen in den seitlichen Achsen. Links und rechts des Portikus sind über den ebenerdigen Zugängen kleinere Bogenfenster mit darüber angebrachten Reliefs angeordnet. Die Brüstungsfelder der Fenster schmückt das Motiv des Laufenden Hunds.
Vor der Fassade stand neben dem Haupteingang jeweils eine aus zwei Sandsteinfiguren bestehende Statuengruppe. Eine einzelne Figur befand sich jeweils an der linken und rechten Gebäudeecke. Diese Figuren sind heute nicht mehr vorhanden. Während das mit einem Korbbogen geschlossene mittlere Tor den Zugang zum Exerzierhaus bildete, führten die seitlichen Zugänge lediglich über in der Portalfassade untergebrachte Treppenhäuser zum Dachboden des Langen Stalls, der zu Lagerzwecken diente.
Östlich schloss sich an die Fassade die Blockrandbebauung der Mammonstraße an. Auf der Westseite wurde die Fassadengliederung mit doppelten toskanischen Pilastern zwar um die Ecke zur Freifläche der Plantage wiederholt, dahinter endete das Portal allerdings abrupt vor dem älteren Baukörper des Exerzierhauses, dessen Fachwerkwände sichtbar blieben. Der Querschnitt des Exerzierhauses ist nach dessen Zerstörung auf der schlicht verputzten Nordseite der Portalfassade noch deutlich erkennbar.

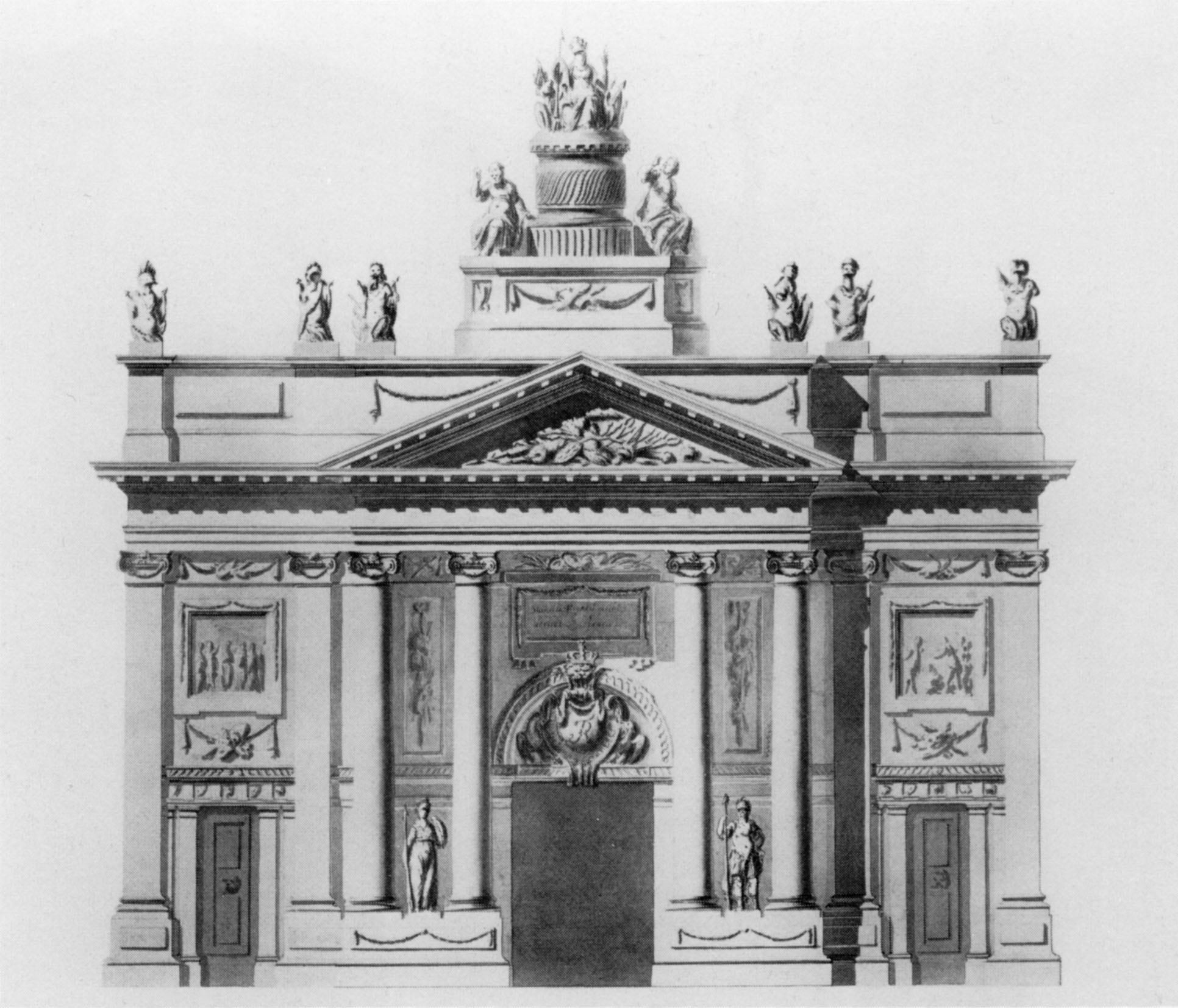
Unverwirklichtes Projekt, vor 1781
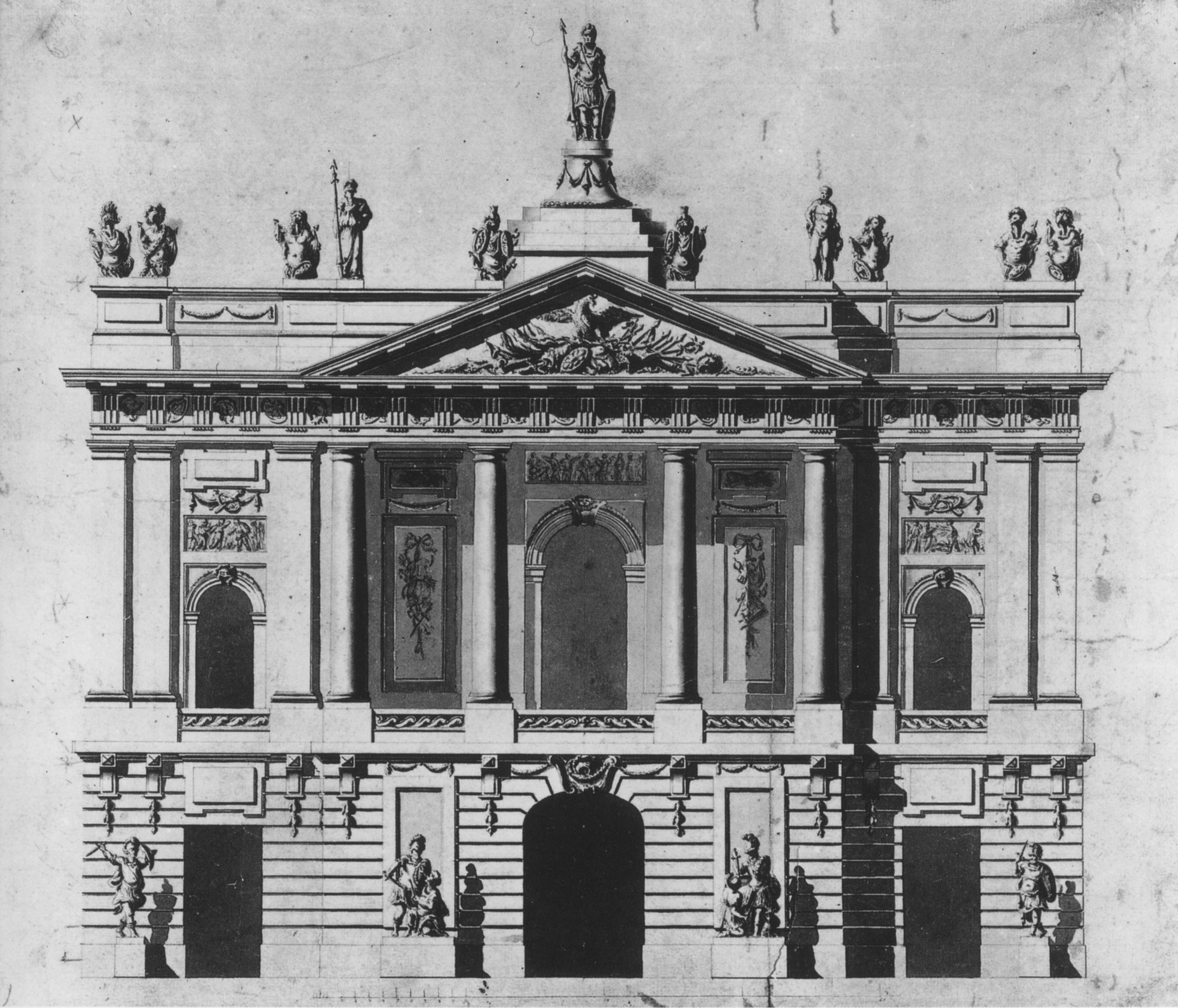
Verwirklichter Entwurf, 1781
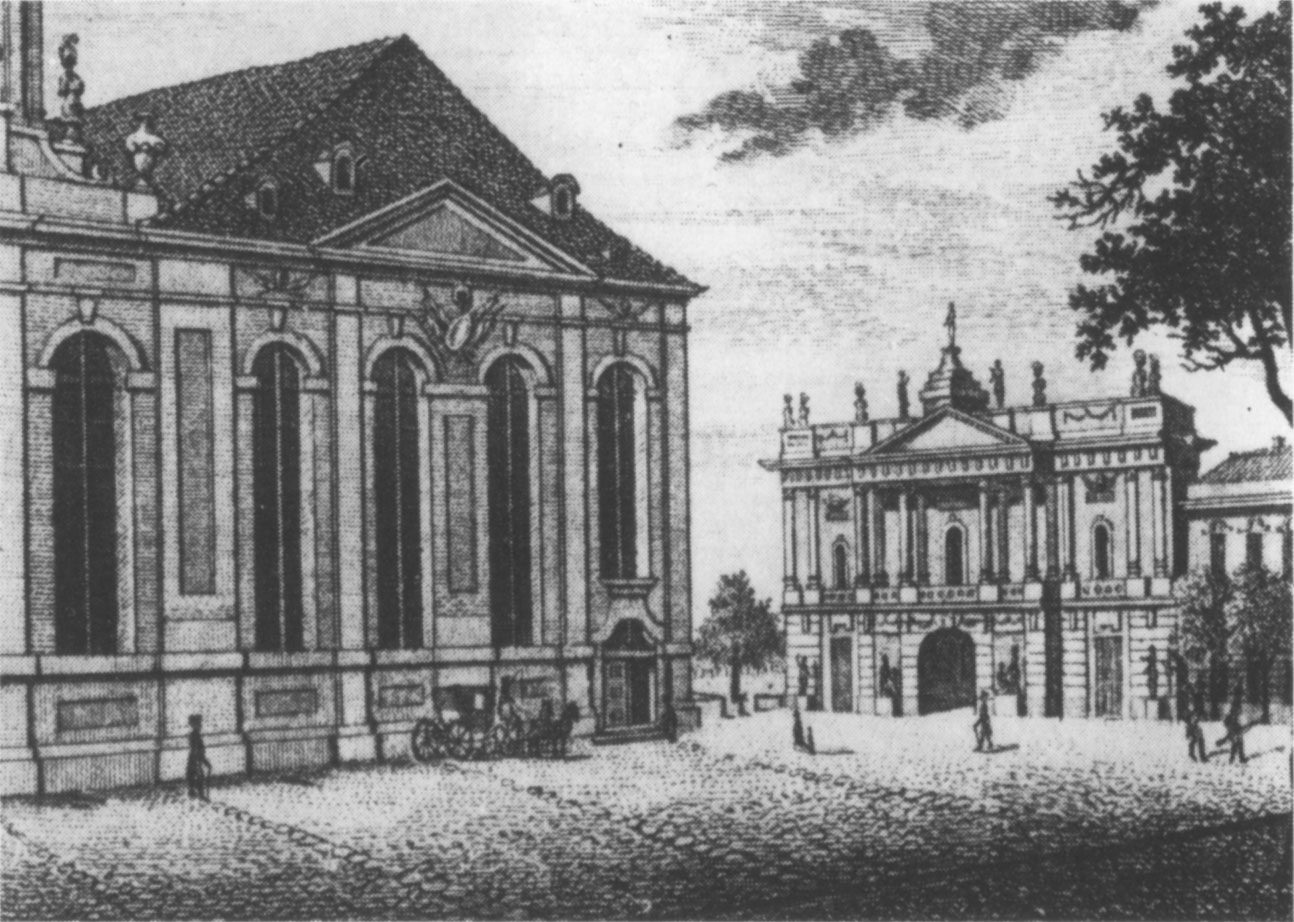
Portal des Langen Stalls und Garnisonkirche, Radierung von 1813
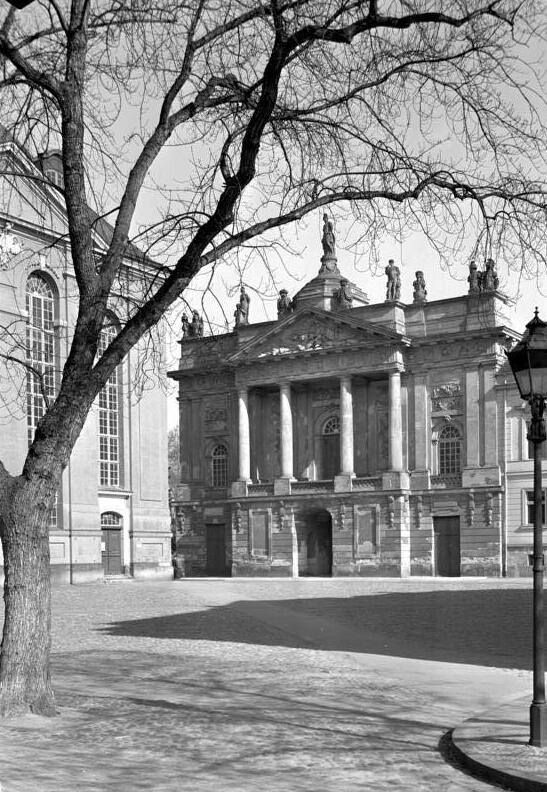
Portal des Langen Stalls und Garnisonkirche, Fotografie um 1930

## Zerstörung und partieller Wiederaufbau
Beim Luftangriff auf Potsdam vom 14. April 1945 geriet der Lange Stall in Brand, wobei der große Fachwerkbau vollständig zerstört wurde und durch den Funkenflug die benachbarte, von Bombentreffern verschont gebliebene Garnisonkirche ebenso komplett ausbrannte.
Die stehen gebliebene Fassade des Montierungshauses am Kanal ist nach 1960 abgebrochen worden. Das unter Denkmalschutz stehende Portal von 1781 blieb als Ruine erhalten und wurde 1979/1980 restauriert.
Es war geplant, das Grundstück des Langen Stalls künftig für eine Wohnbebauung zu nutzen, wobei über deren Gestaltung widersprüchliche Ansichten bestanden. Mit Neubauten anstelle des zerstörten Montierungshauses an der Yorckstraße sowie eines Teils des anschließenden Stallbaukörpers und der Sanierung des Brockes'schen Hauses begann die Wiederbebauung der Flächen, die nach dem Abriss des den südlichen Teil des Grundstücks einnehmenden Datenverarbeitungszentrums wieder vollständig zur Verfügung stehen. Auf der restlichen Fläche des Langen Stalls entsteht in den 2020er Jahren ein Kreativquartier in der ursprünglichen Kubatur.

## Kunstgeschichtliche Einordnung
Die in der Zeit Friedrich Wilhelms I. in Potsdam errichteten Bauten bestanden aus Zeit- und Kostengründen zunächst fast durchweg aus Fachwerkkonstruktionen. Die 1720–1722 erbaute erste Garnisonkirche wurde noch in der Regierungszeit des „Soldatenkönigs“ durch einen repräsentativen Massivbau ersetzt. Diese Tendenz setzte sich unter Friedrich II. fort, so dass die ab 1867 durch einen Neubau an anderer Stelle obsolet gewordene Katholische Kirche auf dem Gelände der Gewehrfabrik und der Lange Stall die letzten großen Fachwerkbauten des 18. Jahrhunderts in Potsdam waren. Die Erwähnung der bemerkenswerten Dachkonstruktion des Exerzierhauses in Friedrich Nicolais Beschreibung der königlichen Residenzstadt Potsdam 1786 und in David Gillys Handbuch der Landbaukunst 1798 zeugt von der frühen Bewunderung für dieses Werk.
Die vorgeblendete Portalfassade von 1781 fügt sich in die palladianisch beeinflusste Architektur der Zeit Friedrichs II. ein. Vorbildhaft wirkten neben Palladios Entwürfen auch die auf französische Vorbilder zurückgehenden Berliner Bauten der Zeit um 1700. Besonders die Risalite des Zeughauses gaben ein Muster für die Potsdamer Fassade ab. Der Architekt Georg Christian Unger hatte eine sehr ähnliche Gestaltung kurze Zeit zuvor am Berliner Kadettenhaus vorgeführt.
Franco Stella nannte als unmittelbares Vorbild die 1556 nach Entwürfen Andrea Palladios in Vicenza erbaute Loggia Valmarana. Diese Zuschreibung wurde von Jung und darauf basierend von Wendland wiederholt, findet sich aber nicht in der älteren Literatur. Dass die Loggia Valmarana als Muster für den Potsdamer Bau diente, ist deshalb unwahrscheinlich, weil sie erst 1779 publiziert wurde und weder Friedrich II. noch sein Architekt Unger Vicenza aus eigener Anschauung kannten. Der erste von Unger vorgelegte Entwurf für das Portal des Langen Stalls mit seiner ionischen Ordnung hatte kaum Ähnlichkeit mit dem kleinen Parkgebäude Palladios, während der Risalit der von 1776 bis 1779 errichteten Kadettenanstalt in Berlin zahlreiche Merkmale des Potsdamer Werks vorwegnahm.